# Ослани
Ослани (словац. Oslany) — село, громада округу Пр'євідза, Тренчинський край. Кадастрова площа громади — 25.15 км².
Населення 2388 осіб (станом на 31 грудня 2020 року).

## Історія
Ослани згадуються 1254 року.

## Населення
| Рік:            | 1994. | 2004.   | 2014.   | 2024.   |
| --------------- | ----- | ------- | ------- | ------- |
| Кількість осіб: | 2130  | 2224    | 2403    | 2399    |
| Різниця:        |       | +4,41 % | +8,04 % | -0,16 % |

| Рік:            | 2023. | 2024.   |
| --------------- | ----- | ------- |
| Кількість осіб: | 2390  | 2399    |
| Різниця:        |       | +0,37 % |